# Lực lượng Vũ trang Hàn Quốc
Quốc quân Đại Hàn Dân Quốc (tiếng Hàn: 대한민국 국군; Hanja: 大韓民國國軍; Romaja: Daehanminguk Gukgun; Hán-Việt: Đại Hàn Dân Quốc Quốc Quân), thường được gọi với các tên thông dụng hơn là Lực lượng Vũ trang Hàn Quốc hay Quân đội Hàn Quốc (tiếng Hàn: 한국군; Hanja: 韓國軍; Romaja: Hanguk gun; Hán-Việt: Hàn Quốc Quân), là lực lượng vũ trang và quân đội của Hàn Quốc. Được thành lập vào ngày 15 tháng 8 năm 1948, Quốc quân Đại Hàn Dân Quốc hiện biên chế số quân nhân chuyên nghiệp là 555,000 người - lớn thứ 8 thế giới.
Hiện nay, bán đảo Triều Tiên vẫn đang trong trạng thái chiến tranh cùng những căng thẳng với Bắc Triều Tiên nên tất cả nam giới mang quốc tịch Hàn Quốc bất kể là ai đều phải thực hiện nghĩa vụ quân sự khi đến tuổi, không có ngoại lệ - trừ một số rất ít trường hợp đặc biệt được miễn hoặc đặc cách giảm thời gian tại ngũ theo quy định của hiến pháp.
Theo Hiệp ước Phòng thủ chung Mỹ – Hàn, Hoa Kỳ duy trì sự hiện diện, đặt căn cứ quân sự đồng thời đưa lãnh thổ Hàn Quốc vào Ô bảo vệ Hạt Nhân cùng với NATO, Nhật Bản, Úc. Tiến hành các hoạt động tập trận chung, hỗ trợ đào tạo nhân lực và bảo đảm an ninh quốc phòng. Bên cạnh đó, các đơn vị trực thuộc Hải quân Hoa Kỳ đóng gần Hàn Quốc như Hạm đội 7 cũng sẵn sàng tham chiến cùng lực lượng mặt đất trong trường hợp nước này bị tấn công xâm lược. Hàn Quốc hiện không có chủ trương phát triển các loại vũ khí hủy diệt hàng loạt (đặc biệt là vũ khí hạt nhân) do nhà nước Hàn Quốc đã ký kết các hiệp ước không phổ biến, cấm thử một phần và cấm thử toàn diện các loại vũ khí này.

## Lịch sử
Quân đội Hàn Quốc có nguồn gốc từ Hàn Quốc Quang phục Quân, lực lượng dân quân được thành lập bởi chính phủ Lâm thời Đại Hàn Dân Quốc ở Trùng Khánh, Trung Hoa Dân Quốc vào ngày 17 tháng 9 năm 1940 trong thời kỳ Nhật Bản chiếm đóng bán đảo Triều Tiên. Ngoài ra, nhiều binh sĩ trực thuộc Quốc Dân Đảng và Mãn Châu Quốc có gốc là người Triều Tiên về sau cũng tham gia vào lực lượng kháng chiến. Sau khi Hàn Quốc độc lập khỏi Đế quốc Nhật Bản vào ngày 15 tháng 8 năm 1945, lực lượng quân cảnh cùng lực lượng Bảo vệ Bờ biển Hàn Quốc (do Phó Đô đốc Son Won-il cùng nhiều người khác tổ chức) được thành lập thông qua chính quyền quân sự Hoa Kỳ tại phía nam bán đảo Triều Tiên. Các lực lượng này về sau lần lượt phát triển thành Lục quân và Hải quân, sau này có thêm lực lượng Không quân; thành lập vào tháng 10 năm 1949.
Quân đội Hàn Quốc phát triển nhanh chóng trong giai đoạn sau của chiến tranh Triều Tiên do được Hoa Kỳ cùng Bộ Tư lệnh Liên Hợp Quốc (UNC) trang bị và huấn luyện. Sau chiến tranh, quân đội Hàn Quốc thiết lập liên minh quân sự với Hoa Kỳ cũng như ký kết Hiệp ước Phòng thủ chung (1953). Trong chiến tranh Việt Nam, quân đội Hàn Quốc đóng vai trò tích cực, là một trong những lực lượng chiến đấu chính bên cạnh Nam Việt Nam và Hoa Kỳ.
Trong những năm 1970, thông qua Kế hoạch Yulgok của chính quyền tổng thống Park Chung-hee, Hàn Quốc bắt đầu bắt tay vào xây dựng khả năng phòng thủ quốc gia tự cường. Trong thời kỳ phát triển nhanh chóng của Hàn Quốc vào những năm 1980, quân đội nước này đã được hiện đại hóa toàn diện. Trong những năm 1990, các ngành công nghiệp quốc phòng của Hàn Quốc đã tự sản xuất được 70% các loại vũ khí, đạn dược, thông tin liên lạc, thiết bị, phương tiện, quần áo, vật tư cần thiết cho quân đội. Ngày nay, quân đội Hàn Quốc đang có các kế hoạch như giảm số lượng tướng lĩnh, nhân sự lục quân, tăng biên chế không - hải quân, đơn giản hoá quy trình chỉ huy, mở rộng phạm vi tấn công và từng bước tiếp nhận chuyển giao quyền chỉ huy đầy đủ từ lực lượng liên quân Hoa Kỳ – Hàn Quốc.

## Cơ cấu chỉ huy
Quyền chỉ huy các Lực lượng Vũ trang Hàn Quốc được quy định trong Hiến pháp. Theo đó, Tổng thống giữ vai trò là Tổng tư lệnh, kế tiếp là Bộ trưởng Bộ Quốc phòng - thường là một tướng bốn sao đã nghỉ hưu. Tổng thống và Bộ trưởng Bộ Quốc phòng chịu trách nhiệm về toàn bộ cơ sở quân sự, duy trì quyền kiểm soát dân sự đối với quân đội. Theo lệnh của Tổng thống, Bộ trưởng Bộ Quốc phòng phụ trách các vấn đề quân sự và giám sát Chủ tịch Hội đồng Tham mưu trưởng liên quân cùng Tổng tham mưu trưởng của từng quân chủng. Để phối hợp chiến lược quân sự với các vấn đề chính trị, Tổng thống có Hội đồng An ninh Quốc gia do Cố vấn An ninh Quốc gia đứng đầu. Tham mưu trưởng liên quân bao gồm Chủ tịch Hội đồng tham mưu trưởng liên quân cùng các tướng lĩnh thuộc đủ 3 quân chủng. Chỉ huy hoạt động của các đơn vị chiến đấu cũng do Chủ tịch Hội đồng Tham mưu trưởng liên quân quyết định và chịu trách nhiệm. Chủ tịch Hội đồng Tham mưu trưởng thường là một tướng hoặc đô đốc bốn sao. Chủ tịch Hội đồng Tham mưu trưởng trợ giúp Bộ trưởng Bộ Quốc phòng về quyền chỉ huy tác chiến và giám sát các đơn vị tác chiến của từng lực lượng vũ trang theo lệnh của Bộ trưởng Bộ Quốc phòng. Chuỗi kiểm soát hoạt động này bắt đầu từ Chủ tịch Hội đồng Tham mưu trưởng Liên quân đến các tư lệnh của Lục quân, Hải quân và Không quân. Các tham mưu trưởng tương ứng của mỗi quân chủng có quyền quản lý hành chính đối với quân chủng dưới quyền chỉ huy của mình.
Tuy nhiên, phía Hàn Quốc chỉ kiểm soát quân đội trong thời bình, nếu chiến tranh xâm lược nổ ra, hiệp ước phòng thủ chung năm 1953 sẽ ngay lập tức được kích hoạt và cho phép Mỹ nắm quyền chỉ huy các lực lượng Hàn Quốc.

## Nghĩa vụ quân sự
Nghĩa vụ quân sự bắt buộc ở Hàn Quốc bắt đầu được áp dụng kể từ năm 1957, yêu cầu công dân nam từ đủ 18 đến 28 tuổi nghiêm túc thực hiện. Nữ giới không bắt buộc phải thực hiện nghĩa vụ quân sự nhưng họ có thể đăng ký tình nguyện làm sĩ quan, sĩ quan hậu cần, chuẩn úy hoặc hạ sĩ quan. Tuy nhiên hiện nay, quốc gia này đang tranh luận xem có nên yêu cầu bắt buộc nhập ngũ đối với nữ giới hay không.
Thời gian thực hiện nghĩa vụ quân sự bắt buộc khác nhau tùy theo quân chủng mà người đó phục vụ: thường là 18 tháng đối với lục quân hoặc thủy quân lục chiến, 20 tháng với hải quân và 22 tháng với không quân (thời gian nhập ngũ được dự báo sẽ giảm xuống còn 18-21 tháng vào năm 2022). Hạ sĩ quan, chuẩn úy hoặc sĩ quan hậu cần là những người tình nguyện thì có thể phục vụ lâu hơn so với lính nghĩa vụ. Những nhân viên quân sự khác như công tác xã hội được bố trí phục vụ trong nhiều thời gian khác nhau. Sau khi nghĩa vụ quân sự hoàn thành, họ được tự động xếp vào danh sách dự bị.
Trốn nghĩa vụ quân sự ở Hàn Quốc tương đương với tội phản quốc.

## Quân chủng

### Lục quân
Lục quân Đại Hàn Dân Quốc (tiếng Hàn: 대한민국 육군; Hanja: 大韓民國陸軍; Romaja: Daehanminguk Yukgun; Hán-Việt: Đại Hàn Dân Quốc Lục Quân; tiếng Anh: Republic of Korea Army - ROKA) là nòng cốt của Quân đội Hàn Quốc với khoảng 464.000 nhân viên quân sự chuyên nghiệp và bán quân sự tính đến năm 2019, ⅔ trong số đó đang đóng quân ở ngay sát tiền tuyến gần khu vực DMZ.
Lục quân Hàn Quốc trước đây được tổ chức thành 3 tập đoàn quân sự bao gồm: Tập đoàn quân số 1 (FROKA), Tập đoàn quân số 3 (TROKA) và Bộ tư lệnh tác chiến số 2 (SOC), mỗi tập đoàn đều có hệ thống sở chỉ huy, quân đoàn cùng các sư đoàn riêng. Tập đoàn quân số 3 chịu trách nhiệm bảo vệ thủ đô Seoul và khu vực phía tây đất nước. Tập đoàn quân số 1 chịu trách nhiệm phòng thủ phần phía đông trong khi Bộ chỉ huy tác chiến số 2 phụ trách bảo vệ ngay phía sau. Theo kế hoạch tái cơ cấu nhằm giảm bớt tình trạng dư thừa, Tập đoàn quân số 1 và 3 sẽ được hợp nhất thành Bộ chỉ huy tác chiến số 1 hay Bộ chỉ huy tác chiến mặt đất trong khi quân đoàn số 2 được chuyển đổi thành Bộ chỉ huy tác chiến số 2. Cơ cấu quân đội mới sẽ bao gồm: Bộ Tư lệnh Lục quân, Bộ Tư lệnh Hàng không và Bộ Tư lệnh Tác chiến Đặc biệt với 9 quân đoàn, 36 sư đoàn, khoảng 464.000 quân nhân, 5.850 xe tăng và xe bọc thép, 11.337 hệ thống pháo, 7.032 hệ thống phòng thủ tên lửa, 13.000 đặc nhiệm cùng các hệ thống tác chiến hỗ trợ. Ngoài ra, 47 sư đoàn hiện nay được dự báo giảm xuống chỉ còn 28 bên cạnh 17% số lượng sĩ quan cấp tướng cũng sẽ bị cắt bỏ trong tương lai gần.
Lục quân Hàn Quốc ước tính hiện có khoảng 2.500 xe tăng đang hoạt động.

### Hải quân
Hải quân Đại Hàn Dân Quốc (tiếng Hàn: 대한민국 해군; Hanja: 大韓民國海軍; Hán-Việt: Đại Hàn Dân Quốc Hải Quân; tiếng Anh: Republic of Korea Navy - ROKN) được đánh giá và xếp hạng là lực lượng hải quân lớn thứ 8 trên thế giới và đang phát triển năng lực tiệm cận các hải quân nước xanh. Tổ chức này duy trì khoảng 70.000 nhân viên chính quy thường trực trong đó 29.000 là lính thủy đánh bộ; khoảng 150 tàu chiến và 70 máy bay các loại, do Bộ chỉ huy Hải quân phụ trách, Hạm đội quốc gia là cơ quan chỉ huy cao nhất và Cục trưởng Cục Tác chiến Hải quân là sĩ quan cao cấp nhất.
Từ những năm 1990, Hải quân Hàn Quốc bắt đầu xây dựng các hạm đội vượt biển để bảo vệ tuyến đường liên lạc trên biển của nước này. Trong thời kỳ cầm quyền của Tổng thống Kim Young-sam, ông ban hành kế hoạch đóng tàu dài hạn cho lực lượng hải quân viễn dương. Tới đầu thế kỷ 21, Hải quân Hàn Quốc đã tự đóng, hạ thủy được nhiều tàu khu trục cùng tàu chiến nội địa lớn cũng như được trang bị tốt hơn. Năm 2002; hạ thủy ROKS Chungmugong Yi Sun-shin - tàu khu trục đa năng 4.500 tấn, năm 2005; hạ thủy tàu tấn công đổ bộ ROKS Dokdo 14.000 tấn, năm 2006; hạ thủy ROKS Son Won-il - tàu ngầm diesel điện lắp động cơ AIP với lượng choán nước 1.800 tấn, năm 2007; hạ thủy các tàu khu trục lớp Sejong Đại đế được trang bị hệ thống tác chiến Aegis,...
Để hỗ trợ các hoạt động tác chiến trên biển, Hải quân Hàn Quốc đã đưa vào vận hành ROKS Soyang - tàu hỗ trợ tấn công nhanh 10.000 tấn đồng thời hạ thủy ROKS Dosan Ahn Chang-ho - tàu ngầm diesel điện với lượng choán nước hơn 3.000 tấn, tầm xa hoạt động 10.000 dặm đầu tiên được sản xuất hoàn toàn nội địa vào năm 2018, có khả năng phóng tên lửa đạn đạo (SLBM), đưa Hàn Quốc trở thành quốc gia không sở hữu vũ khí hạt nhân đầu tiên trên thế giới làm được điều này.
Ngành công nghiệp cùng thương mại quốc phòng của Hải quân Hàn Quốc cũng có những bước phát triển lớn. Nước này đã tặng, viện trợ tàu chiến lớp Pohang cho lực lượng hải quân các nước Indonesia, Việt Nam, Colombia, Ai Cập, Peru và Philippines. Bên cạnh đó, các hợp đồng đóng mới, nâng cấp, cải tiến khinh hạm cho Philippines và tàu ngầm diesel điện cho Indonesia cũng được triển khai thành công. Ngược lại, phía Hải quân Hàn Quốc hiện nay cũng đang tiếp tục những kế hoạch phát triển, nâng cấp, hoàn thiện nhiều dự án đóng tàu nội địa lớn như chương trình tàu ngầm Hàn Quốc (KSS), chương trình khu trục hạm Hàn Quốc (KDX), chương trình tàu khu trục (FFX), chương trình tàu đổ bộ trực thăng (LPX-I) và tàu sân bay hạng nhẹ (LPX-II). Năm 2016, tổ chức này hoàn thành một căn cứ mới với tên gọi "Cảng liên hợp dân sự - quân sự Jeju" trên bờ biển phía nam của đảo Jeju để bảo vệ các tuyến đường liên lạc trên biển.

#### Thủy quân Lục chiến
Lực lượng Thủy quân Lục chiến của Quân đội Hàn Quốc có tên chính thức là Hải Binh đội Đại Hàn Dân Quốc (tiếng Hàn: 대한민국 해병대; Hanja: 大韓民國 海兵隊; Hán-Việt: Đại Hàn Dân Quốc Hải Binh Đội; tiếng Anh: Republic of Korea Marine Corps - ROKMC), là một nhánh thuộc Hải quân, được thành lập từ năm 1949 và chịu trách nhiệm về các hoạt động phản ứng nhanh, tác chiến đặc biệt hoặc tấn công đổ bộ, tư lệnh của lực lượng này là một tướng ba sao. Thủy quân lục chiến Hàn Quốc có khoảng 29.000-30.000 nhân viên, được tổ chức thành 2 sư đoàn, 1-2 lữ đoàn, 2 tiểu đoàn và 1 đại đội trinh sát, trang bị khoảng 300 phương tiện tấn công đổ bộ, xe tăng và pháo tự hành. Biệt danh của lực lượng này hiện nay là "Những con Sói biển".
Thủy quân lục chiến là một trong những lực lượng chiến đấu tinh nhuệ nhất của quân đội Hàn Quốc với chương trình huấn luyện khắc nghiệt. Đây cũng là lực lượng có chế độ luyện tập hà khắc nhất kèm theo đó là kỹ năng chiến đấu được rèn rũa thông qua các cuộc tập trận chung hàng năm cùng với Thủy quân lục chiến Hoa Kỳ và nhiều cường quốc quân sự khác trên thế giới. Tháng 3 năm 2016, Bộ Quốc phòng Hàn Quốc thông báo về việc thành lập một trung đoàn Thủy quân lục chiến mới mang tên gọi "Spartan 3000" - bao gồm khoảng 3.000 lính thủy đánh bộ được tuyển chọn đặc biệt với nhiệm vụ sẵn sàng triển khai chiến đấu ở bất kỳ khu vực nào trên bán đảo Triều Tiên trong vòng 24 giờ trong trường hợp nước này bị Bắc Triều Tiên tấn công; đồng thời chịu trách nhiệm xử lý những mục tiêu ưu tiên cao ở Bắc Triều Tiên, bao gồm cả các cơ sở hạt nhân.

### Không quân
Không quân Đại Hàn Dân Quốc (tiếng Hàn: 대한민국 공군; Hanja: 大韓民國空軍; Romaja: Daehanminguk Gong-gun; Hán-Việt: Đại Hàn Dân Quốc Không Quân; tiếng Anh: Republic of Korea Air Force - ROKAF) là một lực lượng hiện đại với nhiều sản phẩm khí tài được Không quân Hoa Kỳ hỗ trợ thiết kế cũng như chuyển giao công nghệ. ROKAF hiện đang vận hành 1.649 máy bay các loại (trong đó có 680 trực thăng cùng nhiều UAV thế hệ mới, đưa tổ chức này trở thành lực lượng không quân lớn thứ 5 trên thế giới), bao gồm một số chiến đấu cơ hiện đại như F-15, F-16 và T-50 nội địa, được hỗ trợ bởi các tiêm kích tuy cũ nhưng được bảo trì tốt như F-4 và F-5 – vẫn phục vụ hiệu quả bên cạnh những dòng tiên tiến hơn như F-35. Trong nỗ lực để đạt được sức mạnh không chỉ về số lượng mà còn cả tính hiệu quả, việc đưa 4 máy bay cảnh báo sớm trên không Boeing 737 AEW&C vào hoạt động thu thập, phân tích thông tin tình báo được kỳ vọng sẽ tăng cường khả năng hỗ trợ thực hiện nhiệm vụ với độ chính xác cao nhất.
Không quân Hàn Quốc bắt đầu chương trình phát triển các máy bay huấn luyện phản lực nội địa đầu tiên bắt đầu từ năm 1997. Dự án này đem lại kết quả là T-50 (sau này có thêm phiên bản nâng cấp FA-50) – máy bay siêu thanh được sử dụng trong công tác huấn luyện và hiện đã được xuất khẩu sang Indonesia.
ROKAF là lực lượng không quân đầu tiên ở châu Á sở hữu và vận hành máy bay trinh sát không người lái RQ-4 của Mỹ. Chính phủ Hàn Quốc cũng công bố kế hoạch phát triển năng lực sản xuất máy bay trực thăng nội địa để thay thế cho các dòng UH-1 cũ vốn đã phục vụ trong biên chế không quân nước này từ thời chiến tranh Việt Nam. Chương trình này bao gồm các kế hoạch phát triển cả máy bay trực thăng dân sự lẫn quân sự dựa trên kinh nghiệm từ việc sản xuất thành công máy bay trực thăng đa năng nội địa KMH trước đó. Tháng 7 năm 2020, vệ tinh quân sự đầu tiên được phóng thành công vào không gian, đưa Hàn Quốc trở thành quốc gia thứ 10 trong danh sách số ít các nước trên thế giới hiện nay đang sở hữu vệ tinh liên lạc dành riêng cho các mục đích quân sự hoạt động trong vũ trụ. Tháng 4 năm 2021, tập đoàn Công nghiệp Hàng không vũ trụ Hàn Quốc (Korea Aerospace Industries - KAI) giới thiệu nguyên mẫu đầu tiên trong dự án mang tên gọi "KF-21" – chương trình phát triển máy bay tiêm kích tàng hình siêu thanh đa năng thế hệ 4.5 sau thành công của T-50 / FA-50 trị giá 8 tỷ USD, hợp tác cùng với chính phủ và quân đội Indonesia. Đây là chương trình phát triển tiêm kích lớn, đắt đỏ nhất trong lịch sử nước này - đặt tham vọng xuất khẩu, cạnh tranh trên thị trường vũ khí với chiến đấu cơ tàng hình F-35 do Mỹ sản xuất.

## Quan hệ quốc tế

### Với Hoa Kỳ

#### Liên minh quân sự

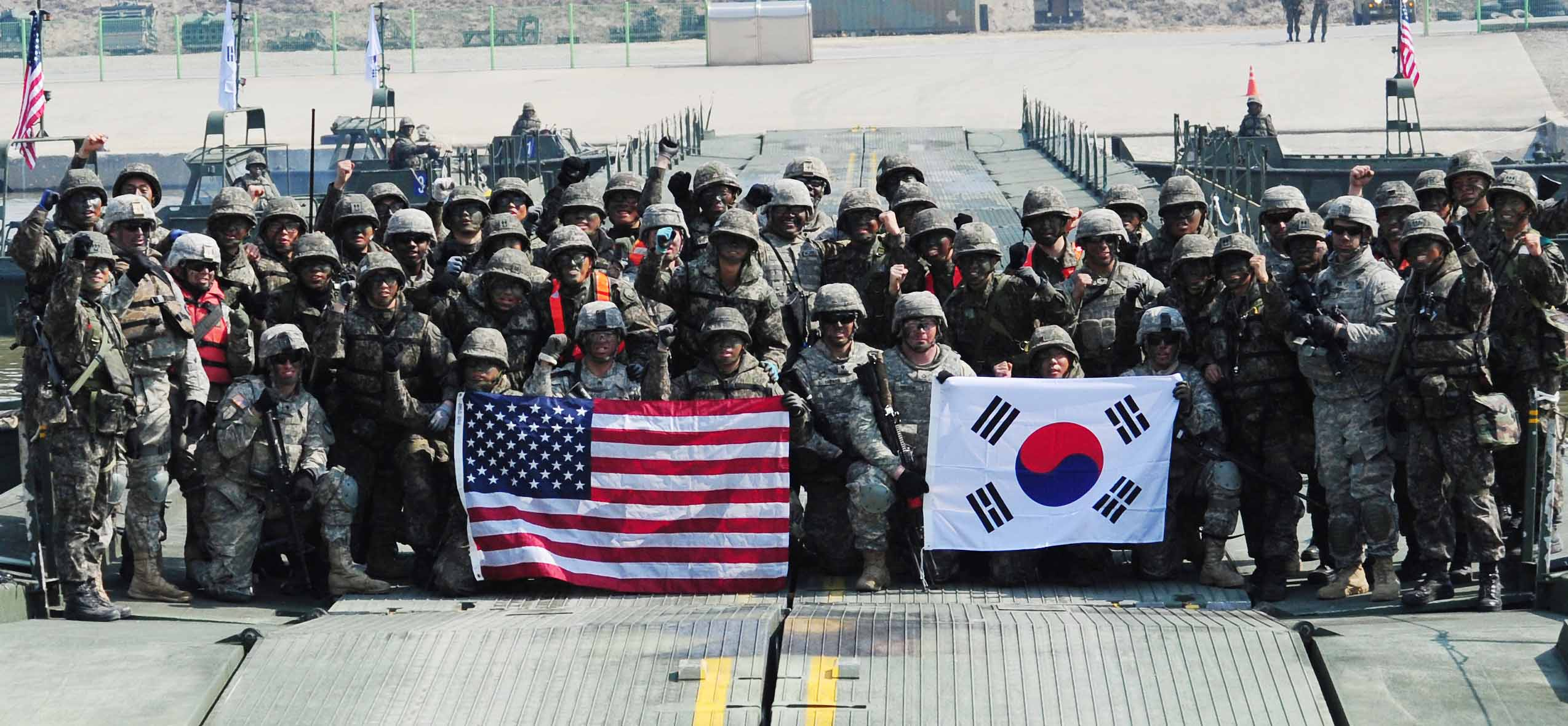
Liên quân Mỹ – Hàn trong một cuộc tập trận chung

Hoa Kỳ hiện đang duy trì khoảng 28.500 quân nhân ở Hàn Quốc. Yongsan (Seoul) là căn cứ chỉ huy còn trại Humphreys đặt tại tỉnh Gyeonggi là căn cứ quân sự hải ngoại lớn nhất của Mỹ bên ngoài lãnh thổ nước này. Trong tương lai gần, Humphreys sẽ dần tiếp nhận và thay thế vai trò của Yongsan. Ngược lại, phía Hàn Quốc cũng thường gửi quân đội ra nước ngoài để hỗ trợ các lực lượng Mỹ. Quân đội Hàn Quốc tham gia vào hầu hết các cuộc xung đột lớn mà Hoa Kỳ khởi xướng trong vòng hơn 73 năm qua kể từ khi thành lập. Trong quá khứ, Hàn Quốc đã điều động hơn 325.000 binh sĩ tham chiến cùng quân đội Mỹ trong chiến tranh Việt Nam. Năm 2004, Hàn Quốc gửi 3.300 binh sĩ tới Iraq để củng cố cho Sư đoàn Zaytun, trở thành quốc gia có đóng góp lớn thứ ba trong lực lượng sau Mỹ và Anh. Nước này ủng hộ, tham chiến và hỗ trợ tất cả các chiến dịch quân sự của Mỹ cùng NATO vào Somalia, Afghanistan, Iraq, Libya và Syria. Từ năm 2001 đến nay, Hàn Quốc đã triển khai hơn 24.000 binh sĩ tới Trung Đông để hỗ trợ cuộc chiến chống khủng bố của các lực lượng quốc tế dẫn đầu bởi Mỹ. Ngoài ra, khoảng 1.800 binh sĩ khác cũng được triển khai từ năm 2007 để củng cố cho lực lượng gìn giữ Hòa bình Liên Hợp Quốc nhằm chống lại các âm mưu tấn công khủng bố ở Liban.

#### Chương trình KATUSA và Bộ chỉ huy Không gian

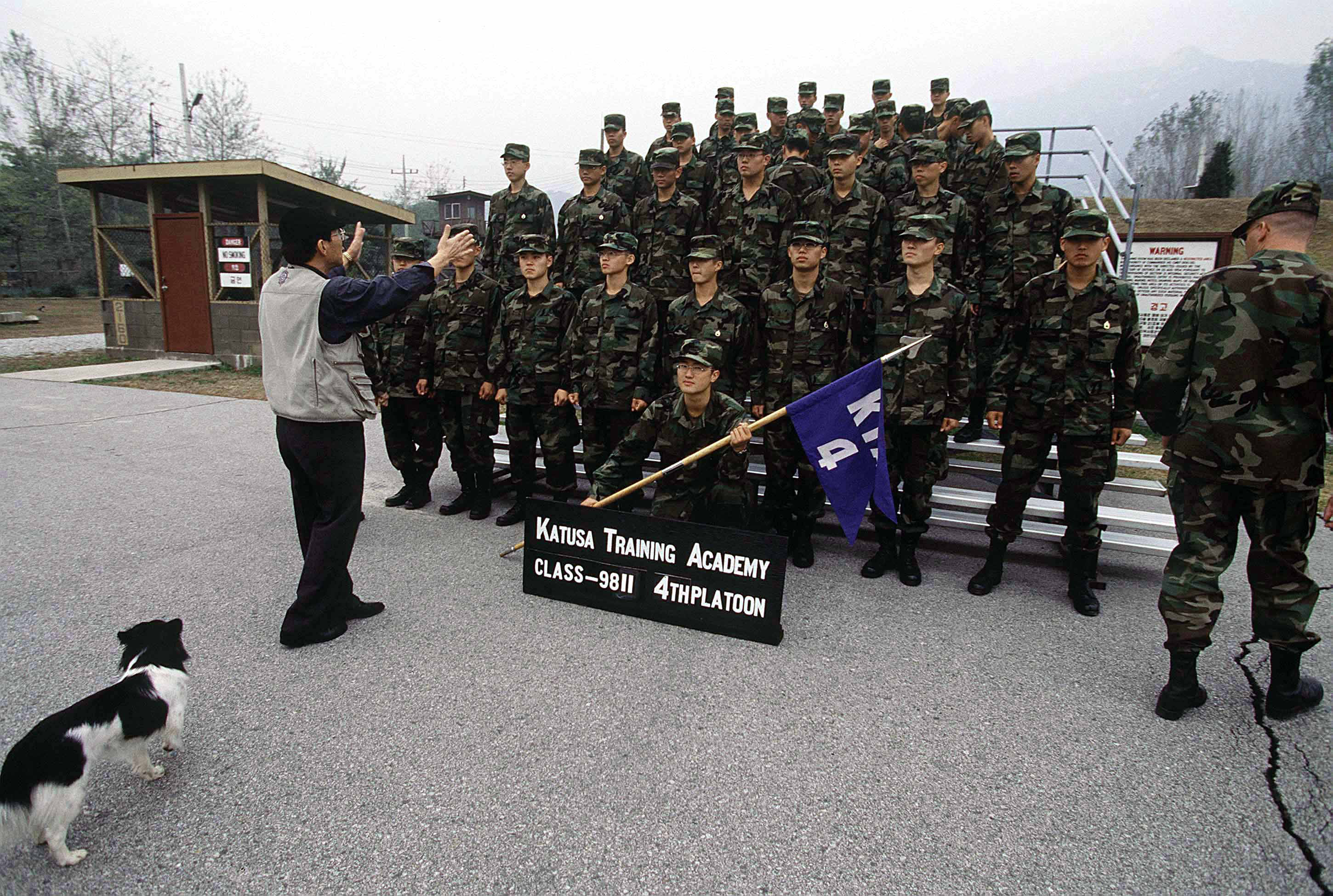
Các quân nhân Hàn Quốc trực thuộc chương trình KATUSA

Khoảng 2.000 quân nhân Hàn Quốc được chọn ra mỗi năm để phục vụ 21 tháng trong chương trình KATUSA - biểu tượng của quan hệ đồng minh Mỹ - Hàn trên lĩnh vực quân sự. Chương trình này bắt đầu đi vào hoạt động từ tháng 7 năm 1950 và là di sản của Tổng thống Lý Thừa Vãn cùng Thống tướng MacArthur nhằm mục đích nâng cao quan hệ quốc phòng song phương cũng như tăng cường sức mạnh cho lực lượng liên quân Hoa Kỳ – Hàn Quốc. Đây là chương trình tuyển quân đặc biệt mà Hoa Kỳ chưa từng thiết lập ở bất kỳ quốc gia đồng minh nào khác ngoại trừ Hàn Quốc.
Ngày 14 tháng 12 năm 2022, Lực lượng Vũ trụ Hoa Kỳ chính thức thiết lập bộ chỉ huy nước ngoài đầu tiên tại Hàn Quốc. Đơn vị mới được ra mắt ở căn cứ Không quân Osan (Pyeongtaek), cách Seoul 65 km (40 dặm) về phía nam - cũng là nơi đặt căn cứ của Lực lượng Không quân số 7.

#### Tranh cãi
Mặc dù Hàn Quốc và Mỹ duy trì mối quan hệ đồng minh thân cận trong phần lớn các đời tổng thống, tuy nhiên, dưới thời tổng thống Donald Trump, mối quan hệ này bị rạn nứt do chính phủ hai nước xảy ra nhiều bất đồng xung quanh việc chi trả chi phí hoạt động cho các lực lượng quân đội Mỹ đồn trú tại Hàn Quốc. Nhiều cuộc đàm phán song phương cấp cao được tiến hành, một số thỏa thuận đã được thông qua, tuy nhiên; giữa hai nước vẫn chưa thể tìm được tiếng nói chung. Hiện nay, sau thời kỳ cầm quyền của ông Trump, tổng thống kế nhiệm Joe Biden và chính quyền Seoul đã xử lý thành công vấn đề trên với việc Hàn Quốc đồng ý đóng góp 1,03 tỷ USD cho các lực lượng Mỹ đồn trú tại nước này. Bên cạnh đó, tổng thống Hàn Quốc Moon Jae-in cũng yêu cầu phía Mỹ tiến hành chuyển giao toàn bộ quyền chỉ huy quân đội thời chiến.

### Với Liên Xô/Nga

#### Kế hoạch đổi vũ khí xóa nợ
Trong lịch sử, vào giai đoạn trước khi Liên Xô sụp đổ và tan rã, vũ khí chủ yếu mà Hàn Quốc mua từ nước này là súng trường AK-47 (súng trường nội địa K2 của Hàn Quốc được quân đội nước này phát triển dựa trên sự kết hợp giữa M16 của Mỹ và AK của Liên Xô). Bên cạnh đó, Hàn Quốc cũng đã cho Liên Xô vay 1,47 tỷ USD cùng lượng hàng hóa trị giá 470 triệu USD. Sau này, Hàn Quốc đề nghị Liên bang Nga (nhà nước kế tục) chia sẻ kho vũ khí tân tiến trong đó có các hệ thống tên lửa chống xe tăng, máy bay; để đổi lấy việc xóa các khoản nợ quá hạn từ thời Liên Xô. Hai bên sau đó đã đi đến thỏa thuận rằng Moskva sẽ chuyển giao các loại vũ khí hiện đại trị giá 214 triệu USD như xe tăng chiến đấu chủ lực T-80 (phiên bản T-80U), T-72 (phiên bản T-72M1), trực thăng đa nhiệm Kamov Ka-32 Helix-C có khả năng chống ngầm, máy bay huấn luyện IL-103, hệ thống tổ hợp tên lửa phòng không tầm trung S-350 Vityaz (S-350E) trang bị tên lửa đánh chặn các loại 9М96, 48N6 (được sử dụng trên S-400 sau này), tên lửa chống tăng METIS-M hay xe quân sự BMP-3,... cho Hàn Quốc. Kết quả, tổng số xe tăng T-80 đang phục vụ trong quân đội Hàn Quốc hiện nay là 35 chiếc, trong đó có 33 chiếc T-80U được chuyển giao trong giai đoạn 1996-97; cộng thêm 2 biến thể chỉ huy T-80UK vào năm 2005 và T-72M1 là 8 chiếc (chuyển giao năm 1990).
Quân đội Hàn Quốc cũng là một trong những khách hàng đầu tiên được tiếp cận dòng xe chiến đấu bộ binh tiên tiến BMP-3 của Nga. Tổng số lượng xe BMP-3 đang phục vụ hiện nay là 70 chiếc trong đó bao gồm 33 chiếc được chuyển giao trong giai đoạn 1996-97 và thêm 37 chiếc khác nữa được chuyển giao năm 2005 - cùng đợt với xe tăng T-80. Trực thăng Kamov Ka-32 cũng là một loại vũ khí hiện đại khác được Nga chuyển giao cho Không quân Hàn Quốc, nước này đang có trong biên chế tất cả 29 chiếc với đa dạng các biến thể từ quân sự cho tới dân sự.
Ngoài nhận chuyển giao vũ khí, Hàn Quốc còn xoá nợ để đổi lấy nhiều công nghệ quân sự tiên tiến khác của Nga thông qua hình thức hợp tác cùng phát triển. Trường hợp cụ thể là hệ thống tên lửa phòng không tầm trung KM-SAM (một biến thể của S-350 Vityaz). Trong quá trình phát triển radar cho hệ thống phòng không KM-SAM cũng như trợ giúp cho sự phát triển của hệ thống này, tập đoàn quốc phòng Almaz-Antey của Nga đã phát triển Vityaz dựa trên các cơ sở ý tưởng của đối tác Hàn Quốc. Hình thức xóa nợ thông qua chuyển giao công nghệ quân sự được đánh giá là mang lại lợi ích cho Hàn Quốc nhiều hơn so với việc mua sản phẩm hoàn chỉnh. Hiện nay, giữa hai nước vẫn đang duy trì nhiều hợp tác quân sự, đặc biệt là trong lĩnh vực sản xuất, phát triển tên lửa và công nghệ quốc phòng phục vụ hải quân. Năm 2021, Hải quân Hàn Quốc đã bắn thử thành công tên lửa hành trình diệt hạm siêu thanh có thiết kế tương đối giống với P-800 Yakhont của Nga.

## Ngày truyền thống
Ngày truyền thống của quân đội Hàn Quốc hay còn được biết đến với tên gọi Ngày Lực lượng Vũ trang là ngày 1 tháng 10 hàng năm. Ngày này được chọn nhằm kỷ niệm sự kiện các đơn vị của quân đội Hàn Quốc lần đầu tiên vượt qua vĩ tuyến 38 đồng thời dẫn đầu liên quân Liên Hợp Quốc tiến lên phía Bắc vào lãnh thổ Bắc Triều Tiên trong chiến tranh Triều Tiên.

## Cấp bậc
Trong quân đội Hàn Quốc, hệ thống cấp bậc được chia ra thành 4 nhóm bao gồm: sĩ quan, chuẩn úy, hạ sĩ quan và binh sĩ - theo thứ tự quyền hạn giảm dần. Ngoài ra, cấp hiệu sĩ quan của Hải quân Hàn Quốc còn có thêm bộ cấp hiệu cổ tay tương tự như cấp hiệu sĩ quan của Hải quân Khối Thịnh vượng chung Anh.
| Cấp bậc                               | Cấp bậc                               | Quân chủng   | Quân chủng       | Quân chủng       | Quân chủng   | Quân chủng       | Quân chủng          | Quân chủng   | Quân chủng       | Quân chủng       |
| Cấp bậc                               | Cấp bậc                               | Lục quân     | Lục quân         | Lục quân         | Hải quân     | Hải quân         | Thủy quân lục chiến | Không quân   | Không quân       | Không quân       |
| Cấp bậc                               | Cấp bậc                               | Cấp hiệu vải | Cấp hiệu cầu vai | Cấp hiệu cầu vai | Cấp hiệu vải | Cấp hiệu cầu vai | Cấp hiệu cầu vai    | Cấp hiệu vải | Cấp hiệu cầu vai | Cấp hiệu cầu vai |
| ------------------------------------- | ------------------------------------- | ------------ | ---------------- | ---------------- | ------------ | ---------------- | ------------------- | ------------ | ---------------- | ---------------- |
| Cấp tướng (장성, Jangseong)           | Nguyên soái (원수, Wonsu)             |              |                  |                  |              |                  |                     |              |                  |                  |
| Cấp tướng (장성, Jangseong)           | Đại tướng (대장, Daejang)             |              |                  |                  |              |                  |                     |              |                  |                  |
| Cấp tướng (장성, Jangseong)           | Trung tướng (중장, Jungjang)          |              |                  |                  |              |                  |                     |              |                  |                  |
| Cấp tướng (장성, Jangseong)           | Thiếu tướng (소장, Sojang)            |              |                  |                  |              |                  |                     |              |                  |                  |
| Cấp tướng (장성, Jangseong)           | Chuẩn tướng (준장, Junjang)           |              |                  |                  |              |                  |                     |              |                  |                  |
| Cấp tá (영관, Yeonggwan)              | Đại tá (대령, Daeryeong)              |              |                  |                  |              |                  |                     |              |                  |                  |
| Cấp tá (영관, Yeonggwan)              | Trung tá (중령, Jungnyeong)           |              |                  |                  |              |                  |                     |              |                  |                  |
| Cấp tá (영관, Yeonggwan)              | Thiếu tá (소령, Soryeong)             |              |                  |                  |              |                  |                     |              |                  |                  |
| Cấp úy (위관, Wigwan)                 | Đại úy (대위, Daewi)                  |              |                  |                  |              |                  |                     |              |                  |                  |
| Cấp úy (위관, Wigwan)                 | Trung úy (중위, Jungwi)               |              |                  |                  |              |                  |                     |              |                  |                  |
| Cấp úy (위관, Wigwan)                 | Thiếu úy (소위, Sowi)                 |              |                  |                  |              |                  |                     |              |                  |                  |
| Cấp chuẩn sĩ quan (준사관, Junsagwan) | Chuẩn úy (준위, Junwi)                |              |                  |                  |              |                  |                     |              |                  |                  |
| Cấp hạ sĩ quan (부사관, Busagwan)     | Thượng sĩ nhất (원사, Wonsa)          |              |                  |                  |              |                  |                     |              |                  |                  |
| Cấp hạ sĩ quan (부사관, Busagwan)     | Thượng sĩ (상사, Sangsa)              |              |                  |                  |              |                  |                     |              |                  |                  |
| Cấp hạ sĩ quan (부사관, Busagwan)     | Trung sĩ (중사, Jungsa)               |              |                  |                  |              |                  |                     |              |                  |                  |
| Cấp hạ sĩ quan (부사관, Busagwan)     | Hạ sĩ (하사, Hasa)                    |              |                  |                  |              |                  |                     |              |                  |                  |
| Cấp binh sĩ (병, Byeong)              | Binh trưởng (병장, Byeongjang)        |              |                  |                  |              |                  |                     |              |                  |                  |
| Cấp binh sĩ (병, Byeong)              | Binh thượng (상등병, Sangdeungbyeong) |              |                  |                  |              |                  |                     |              |                  |                  |
| Cấp binh sĩ (병, Byeong)              | Binh nhất (일등병, Ildeungbyeong)     |              |                  |                  |              |                  |                     |              |                  |                  |
| Cấp binh sĩ (병, Byeong)              | Binh nhì (이등병, Ideungbyeong)       |              |                  |                  |              |                  |                     |              |                  |                  |

## Công nghiệp quốc phòng
Công nghiệp quốc phòng là một trong những ngành kinh tế chủ lực của Hàn Quốc. Quốc gia này là nhà xuất khẩu vũ khí lớn thứ 6 trên thế giới trong năm 2020. Theo số liệu thống kê từ SIPRI, hơn ½ (55%) số mặt hàng xuất khẩu trong lĩnh vực công nghiệp quốc phòng của Seoul trong giai đoạn 2016-2020 được xuất sang các nước châu Á và Châu Đại Dương; 23% xuất sang châu Âu và 14% xuất sang Trung Đông.
Các mặt hàng xuất khẩu tiêu biểu trên thị trường vũ khí của Hàn Quốc bao gồm có: súng trường, xe bọc thép, xe chiến đấu bộ binh, xe tăng, pháo tự hành, pháo phản lực bắn loạt, máy bay chiến đấu, máy bay trực thăng, bom chùm, bệ phóng tên lửa, tàu ngầm diesel-điện, tàu chiến và UAV. Bên cạnh đó, mức tăng trưởng xuất khẩu vũ khí của quốc gia này trong giai đoạn từ năm 2016 đến 2020 đã tăng 210% so với 5 năm trước, chiếm 2,7% tỷ trọng xuất khẩu vũ khí toàn cầu và được đánh giá là mức tăng trưởng lớn nhất trong số 20 quốc gia xuất khẩu vũ khí hàng đầu thế giới. Chiến lược phát triển, nâng cao khả năng quốc phòng nội địa hướng tới phục vụ xuất khẩu của Hàn Quốc được thực hiện bài bản, toàn diện trong đó tập trung khuyến khích phát triển ngành công nghiệp quốc phòng trong nước, tăng cường giới thiệu các công nghệ mới kết hợp với mở rộng hợp tác cùng các đối tác quốc tế.